# Rolando Palacios
Rolando Cruz Palacios Castillo (* 3. Mai 1987 in Sambo Creek, Departamento Atlántida, Honduras) ist ein honduranischer Leichtathlet. Seine Spezialstrecken sind der 100- und 200-Meter-Lauf sowie der 60-Meter-Lauf in der Halle.

## Leben
Rolando Palacios trat erstmals 1995 in Helsinki bei Weltmeisterschaften an, schied über 100 Meter aber schon im Vorlauf aus. Genauso erging es ihm bei den Hallenweltmeisterschaften 2006 in Moskau und 2008 in Valencia im 60-Meter-Lauf. Bei den Olympischen Spielen 2008 in Peking trat er über 100 und 200 Meter an. Über 100 Meter kam mit Platz vier in seinem Vorlauf erneut das Aus in der ersten Runde, über 200 Meter konnte er nach Platz drei in seinem Vorlauf aber erstmals das Viertelfinale bei internationalen Meisterschaften erreichen. Dort reichte es im ersten Viertelfinallauf in 20,87 s aber nur zu Platz sieben und er schied aus.
Der erste größere Erfolg gelang ihm dann etwas überraschend bei der Sommer-Universiade 2009 in Belgrad. In 10,30 s gewann er die Goldmedaille über 100 Meter vor dem Ägypter Amr Seoud und Masashi Eriguchi aus Japan. Über 200 Meter belegte er in 20,78 s den vierten Platz. Nur etwa eineinhalb Monate später stand mit den Weltmeisterschaften 2009 in Berlin das nächste Großereignis bevor. Hier zeigte er sich weiter verbessert und überstand erstmals bei Weltmeisterschaften den Vorlauf über 100 Meter. In 10,24 s belegte er im anschließenden Viertelfinale den sechsten Platz. Über 200 Meter lief es noch besser. Mit guten Leistungen konnte er bis ins Halbfinale vorstoßen, bei dem er in 20,67 s den siebten Platz belegte.
Rolando Palacios hält die honduranischen Landesrekorde über 100 und 200 Meter. Er ist 1,86 m groß und hat ein Wettkampfgewicht von 78 kg.

## Bestleistungen
- 60 m (Halle): 6,62 s, 26. Februar 2009, Prag
- 100 m: 10,22 s, 18. Juli 2008, Toluca
- 200 m: 20,40 s, 20. Juli 2008, Toluca